# Nypa
Genre
Nypa est un genre de plantes de la famille des Arecaceae (palmiers).
Il ne comporte qu’une espèce actuelle : Nypa fruticans, et plusieurs espèces fossiles.
C'est un genre très ancien. On a ainsi retrouvé des restes de pollen fossilisé de palmier de mangrove qui sont estimés à 70 millions d'années.
Le genre Nypa est l'unique représentant de la sous-famille des Nypoideae.

## Liste d'espèces
Selon Plants of the World online (POWO) (28 décembre 2020) et Tropicos (28 décembre 2020) :
- Nypa fruticans Wurmb (1779)

Selon Paleobiology Database (28 décembre 2020) :
- Nypa burtini
- Nypa australis
- Nypa fruticans

## Taxinomie
Nypa a pour synonymes :
- Nipa Thunb., Kongl. Vetensk. Acad. Nya Handl. 3: 231 (1782).